# Route M14 (Ukraine)
La M14 est une route magistrale ukrainienne qui s'étend de la capitale Odessa, jusqu'à Novoazovsk à la frontière entre la Russie et l'Ukraine,.

## Description
La route M14 est un axe ukrainien transnational majeur et avec la M16, elle forme la branche sud de la route européenne 58 en Ukraine.
La route fait également partie du corridor de transport eurasien et du corridor de transport de l'Association économique de la mer Noire (ChES). 
Elle longe la ligne côtière de la mer Noire et de la mer d'Azov, reliant deux grands ports ukrainiens, Odessa et Marioupol. 
La M14 relie deux routes européennes majeures : la E95 et la E105.

## Tracé
| Km                   | Agglomérations        | Carte interactive |
| -------------------- | --------------------- | ----------------- |
| 0 km                 | Odessa                |                   |
| Oblast de Mykolaïv   |                       |                   |
| 38 km                | Kobleve               |                   |
| 109 km               | Mykolaïv              |                   |
| 171 km               | Kherson               |                   |
| 216 km               | Tiahynka              |                   |
| 248 km               | Beryslav              |                   |
| 258 km               | Nova Kakhovka         |                   |
| Oblast de Zaporijjia |                       |                   |
| 442 km               | Melitopol             |                   |
| 465 km               | Pryazovske            |                   |
| 423 km               | Prymorsk              |                   |
| 461 km               | Berdiansk             |                   |
| Oblast de Donetsk    |                       |                   |
| 520 km               | Manhouch              |                   |
| 548 km               | Mariupol              |                   |
| 674 km               | Novoazovsk, Frontière |                   |

## Galerie

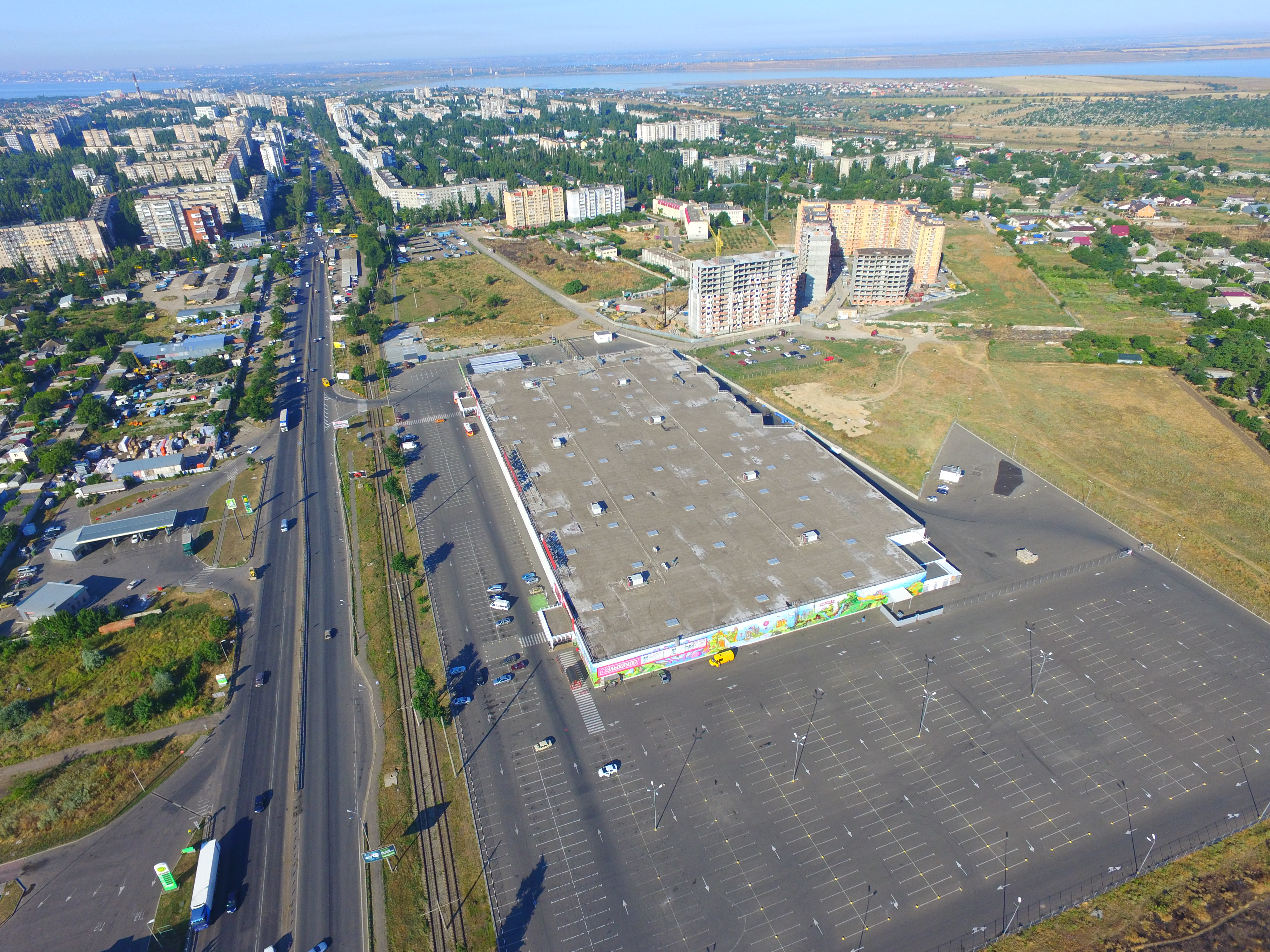
La M14 à Kotovski.
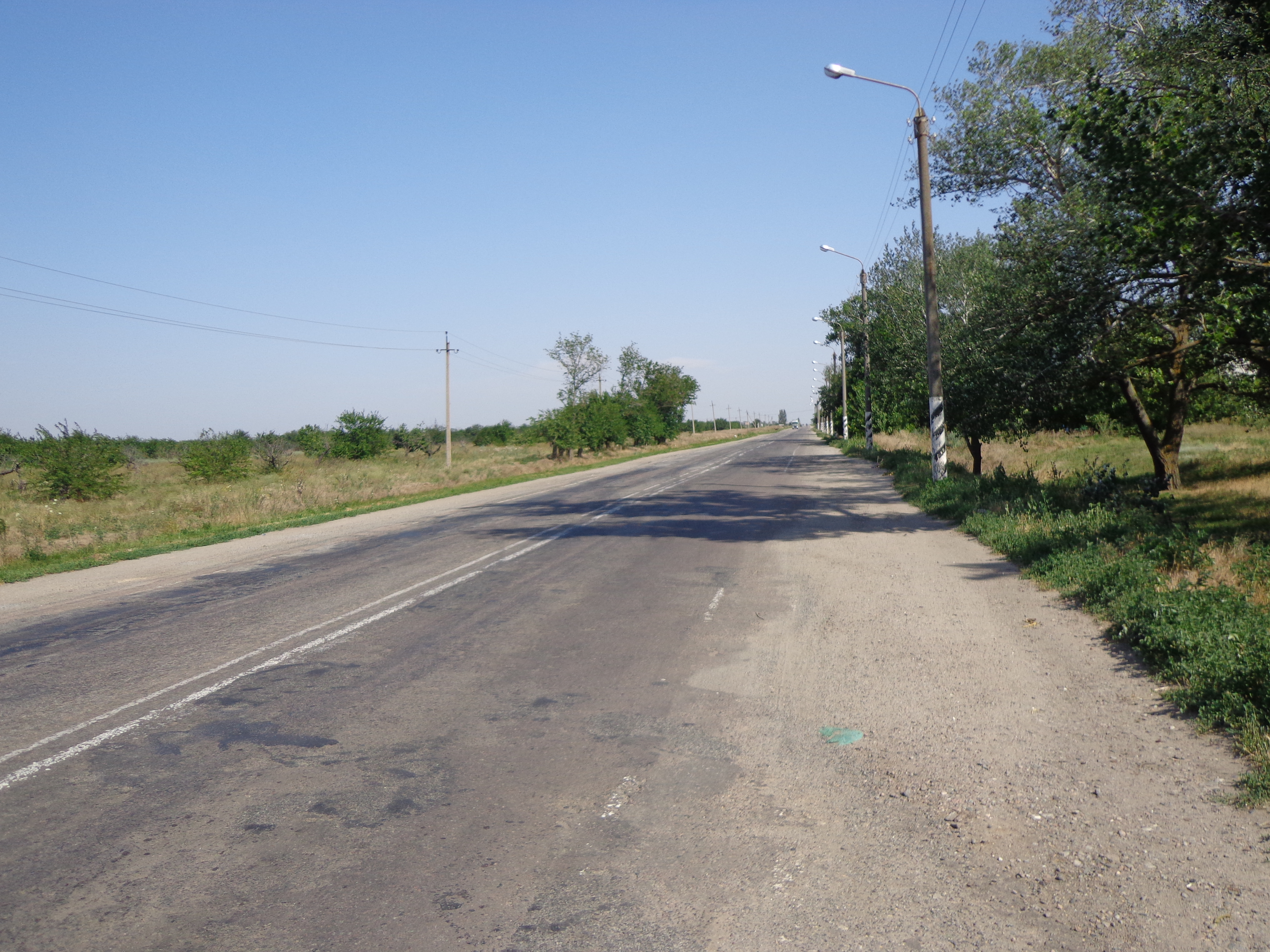
Entre Kostyantynivka et Pryazovske.
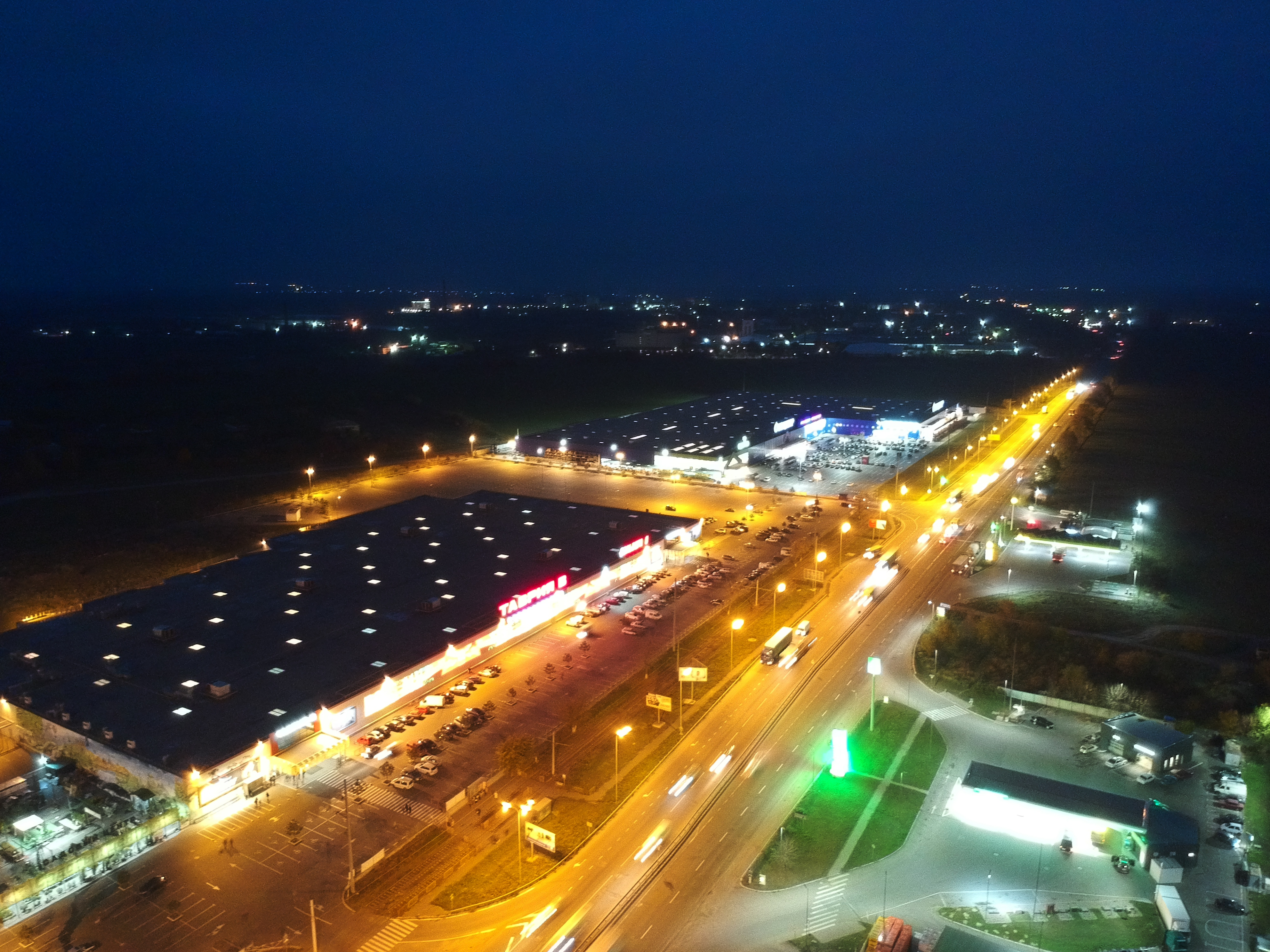
Centre commercial TavriaV Suvorovskiy à Odessa.